# Ava Adore
Ava Adore är en låt av det amerikanska alternativa rockbandet The Smashing Pumpkins, utgiven som den första singeln från deras fjärde album Adore.
Singeln gavs ut den 18 maj 1998 på Virgin Records. Till skillnad från gruppens tidigare singlar, visar Ava Adore upp en mer electronicaorienterad stil, där distad gitarr inte längre är ett dominerande instrument.
Musikvideon till låten regisserades av Dom and Nic.

## Låtlista
Brittisk/amerikansk CD-singel
1. Ava Adore – 4:22
2. Czarina – 4:43
3. Once in a While – 3:33

Brittisk begränsad utgåva (724389512076)
1. Ava Adore – 4:22
2. Czarina – 4:43

## Medverkande
- Billy Corgan – sång, gitarr
- James Iha – gitarr
- D'arcy Wretzky – bas

med:
- Matt Walker – trummor